# Tessellota pura
Tessellota pura là một loài bướm đêm thuộc phân họ Arctiinae, họ Erebidae.